# Sedenia polydesma
Sedenia polydesma là một loài bướm đêm trong họ Crambidae.